# 共产国际国际联络部
共产国际国际联络部（俄语：Отдел международной связи，OMC）又称不法联络部或对外联络部，下属于共产国际执行委员会，被视为共产国际中最神秘的部门。主要负责向世界各国共产党派遣人员、分发资金和传达指令。

## 历史
1921年7月由共产国际第三次代表大会决定成立。1922年6月11日至1934年8月首任领导为奥西普·皮亚特尼茨基。1935年8月，米哈伊尔·阿布拉莫维奇·特里利塞尔被任命领导联络部。1935年至1937年，鲍里斯·尼古拉耶维奇·梅立尼科夫领导国际联络部。

## 出版物
共产国际刊物《国际新闻通讯》，1921年开始出版。

## 人物
- 牛兰